# Berberis hispanica
Berberis hispanica är en berberisväxtart. Berberis hispanica ingår i släktet berberisar, och familjen berberisväxter.

## Underarter
Arten delas in i följande underarter:
- B. h. hispanica
- B. h. seroi

## Bildgalleri

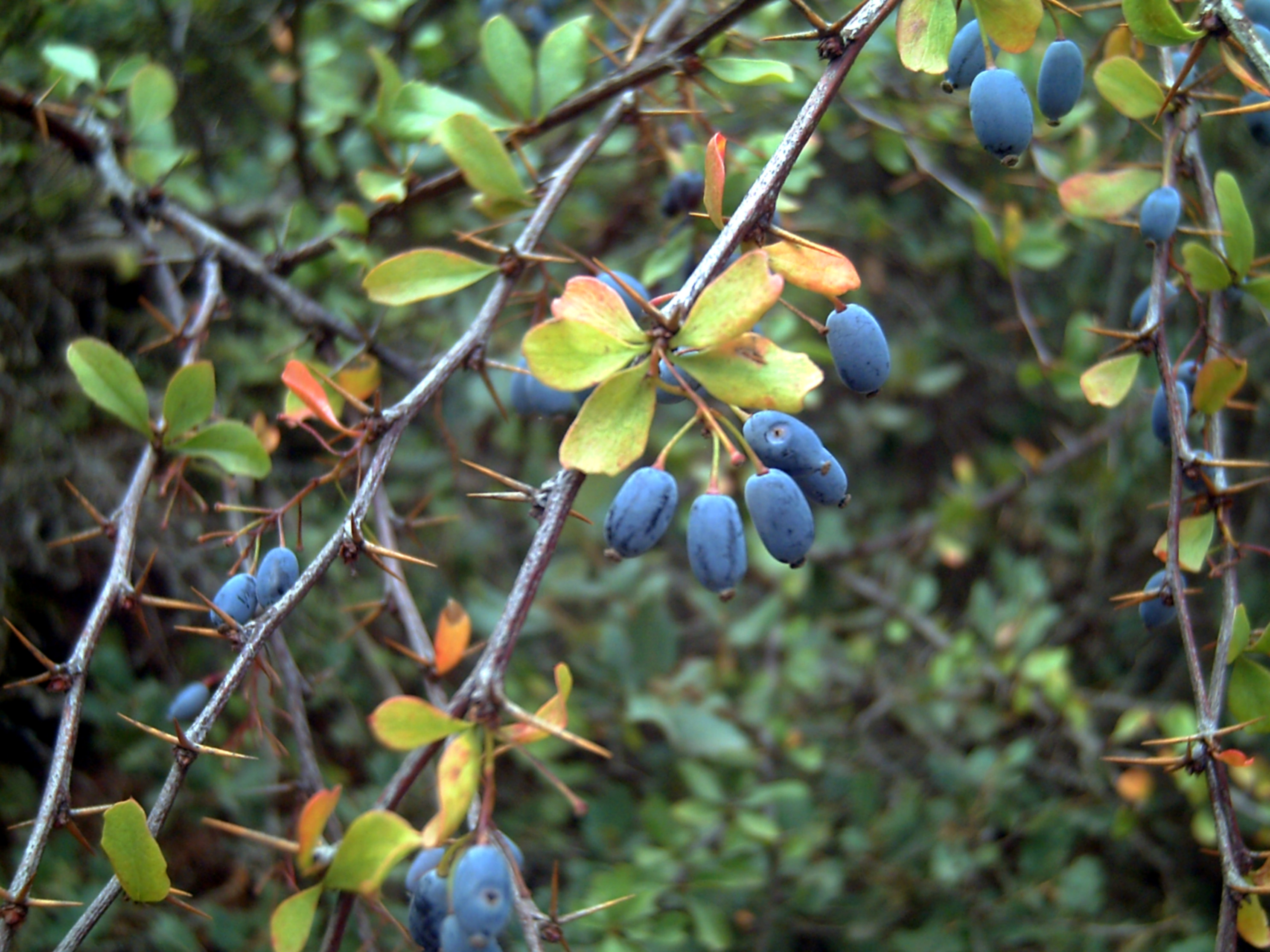